# 지구촌학교
지구촌학교는 서울특별시 구로구에 있는 다문화가정 학생을 위한 초등학교 과정의 각종학교이다.

## 학교 연혁
- 2011년 2월 22일 : 지구촌학교(특성화대안초등학교)인가계획서 제출
- 2011년 3월 2일 : 2011학년도 신입생 입학식 및 학사일정 시작
- 2011년 9월 16일 : 교육환경평가 심의 통과
- 2011년 10월 5일 : 지구촌학교 설립 심의 통과
- 2011년 11월 9일 : 한국 최초 정규 사립대안초등학교 인가
- 2012년 3월 3일 : 2012학년도 제2회 개교식 및 입학식